# Ван Юэ (лыжница)
Ван Юэ (кит. 王跃; род. 5 августа 1999 года) — китайская спортсменка-паралимпийка, соревнующаяся в биатлоне и лыжных гонках. Серебряный и бронзовый призёр зимних Паралимпийских игр 2022 года в Пекине.

## Биография
На зимних Паралимпийских играх 2022 в Пекине 8 марта Ван Юэ с результатом 43:16.3 завоевала бронзовую медаль в биатлоне в спринте на 10 км среди спортсменок с нарушениями зрения, уступив спортсменке из Германии Леони Марие Вальтер и украинке Оксане Шишковой. 12 марта в лыжных гонках стала второй на дистанции 10 км с результатом 42:20.3, уступив 39,5 секунд 15-летней немецкой лыжнице Линн Кацмайер.